# Physokentia tete
Physokentia tete là loài thực vật có hoa thuộc họ Arecaceae. Loài này được (Becc.) Becc. miêu tả khoa học đầu tiên năm 1934.